# Заґуркі (Слупський повіт)
Заґуркі (пол. Zagórki) — село в Польщі, у гміні Кобильниця Слупського повіту Поморського воєводства.
Населення — 216 осіб (2011).

## Демографія
Демографічна структура станом на 31 березня 2011 року:
|          | Загалом | Допрацездатний вік | Працездатний вік | Постпрацездатний вік |
| -------- | ------- | ------------------ | ---------------- | -------------------- |
| Чоловіки | 116     | 31                 | 78               | 7                    |
| Жінки    | 100     | 28                 | 58               | 14                   |
| Разом    | 216     | 59                 | 136              | 21                   |